# Bowie bluejean
Bowie bluejean (лат.) — вид блуждающих пауков рода Bowie (Ctenidae). Встречается на острове Калимантан (Саравак, Малайзия). Название происходит от имени песни «Blue Jean» британского музыканта Дэвида Боуи.

## Описание
Пауки средних размеров, длина самцов около 15 мм. Окраска самцов от желтовато- до красновато-коричневого цвета. Головогрудь сверху с отчетливой светлой срединной перевязью и 2 небольшими пятнами между глазами и ямкой; снизу желтовато-коричневые. Хелицеры красновато-коричневые; ноги красновато-коричневые. Опистосома сверху желтовато-коричневая в передней половине и с парами тёмных пятен в задней половине; вентрально темная срединная перевязь с одной парой белых пятен непосредственно за эпигастральной бороздой, заднее срединное поле становится желтовато-коричневым. Формула ног 4123. Имеют поперечный тегулярный апофиз, короткий эмболус со срединным ретролатеральным отростком и относительно короткий ретролатеральный голенный апофиз педипальп (RTA) у самцов, а также отчётливые переднебоковые «плечи» срединной пластинки и двулопастные боковые зубцы у самок с открыто видимыми основаниями соответствующих боковых зубцов.

## Таксономия и этимология
Вид был впервые описан в 2022 году немецким арахнологом Петером Егером. Название происходит от имени песни «Blue Jean» (1984) британского музыканта Дэвида Боуи — по случаю 75-летия рок-легенды и с целью привлечь внимание к всё ещё в значительной степени неизученному разнообразию и защите природы.
Внешне и по строению копулятивных органов Bowie bluejean сходен с видом Bowie criminalworld. Включён в видовую группу shakeit по наличию общих признаков: имеют сходное строение копулятивных органов самца и самки.

## Распространение
Встречается на острове Калимантан (Саравак, Малайзия).